# 商的工業簿記
商的工業簿記（しょうてきこうぎょうぼき）とは、商業簿記の手法で製造業の取引を記帳する方法である。材料・仕掛品・製品などの棚卸資産につき、決算時に棚卸高を計算し(期首棚卸高+当期受入高-期末棚卸高)という式に当てはめて材料消費高・製品完成高・売上原価などを計算する。完全工業簿記に対して不完全工業簿記といわれ、通称「丼勘定」とも呼ばれる。

## 概要
商業資本主義の時代には商的工業簿記によって企業活動の内容を記録していた。しかし産業革命に伴い工場制企業が台頭してくると原価を測定するためのより正確な手法が必要となってきた。そして現在の原価計算が発生し同時に商的工業簿記は衰退し現在の日本では一部の中小企業などでしか用いられていない。

## 計算方法
| 期首有高   | ××円 | 製品売上高 | ××円 |
| 材料       | ××円 | 期末有高   | ××円 |
| 仕掛品     | ××円 | 材料       | ××円 |
| 製品       | ××円 | 仕掛品     | ××円 |
| 当期仕入高 | ××円 | 製品       | ××円 |
| 材料仕入高 | ××円 |            |      |
| 労務費     | ××円 |            |      |
| 経費       | ××円 |            |      |
| 売上総利益 | ××円 |            |      |
|            | ××円 |            | ××円 |

## 長所と短所
このような製造勘定は丼勘定の原型であり19世紀後半のアメリカでは多くの企業で採用されていた。
しかし現在では実際原価計算が主流でありこのような棚卸計算方式は非常に不効率であるという考え方である。そのため欠点克服するために見積原価計算が編み出された。

### 長所
出庫の度に記帳する必要がないので、事務手続きが大幅に簡略化できる。決算書を作成するだけならば非常に効率的な手法である。期首の仕入れ高と当期の仕入れのみ記帳し、そこから期末の材料高の差を計算さえすればいいだけである。

### 短所
実質的に原価計算の簡便法であることから、原価計算を行う厳密な会計処理と比べて正確性に欠ける。具体的には、

- 製品の原価が把握できない
- 期中の損益がわからない。そのため決算をして初めて黒字か赤字を把握できる。
- 実際消費高を把握できないため棚卸減耗を把握できない
- 消費高の内訳がわからないため、棚卸資産の浪費・仕損などが把握できない
- 予定価格を使えないため、原価の変動を防ぐことができない
- 在庫管理に有用な情報が提供されない（在庫管理をするつもりなら別途調査する必要がある）